# Namalai
Namalai ist eine Aldeia des Sucos Camea (Verwaltungsamt Cristo Rei, Gemeinde Dili). 2015 lebten in Namalai 258 Einwohner.

## Lage und Einrichtungen
Namalai liegt im Süden des Sucos Camea. Nördlich befindet sich die Aldeia Buburlau. Im Westen und Süden liegen die Sucos Becora und Ailok. Im Osten grenzt Namalai an die Gemeinde Aileu mit ihrem Suco Acumau (Verwaltungsamt Remexio).
In Suco Laran befindet sich die Grundschule Cadabunak im gleichnamigen Ort im Nordosten der Aldeia. Im Südosten befindet sich der Ort Namalai.